# Setnaht
Userkaure-setepenre Setnahte ali krajše Setnaht je bil prvi faraon Dvajsete egipčanske dinastije Novega egipčanskega kraljestva, ki je vladal od 1189 do 1186 pr. n. št., * ni znano, † 1186 pr. n. št.

## Prihod na prestol
Setnaht ni bil niti sin niti brat niti eposredni naslednik Tausreta ali Merneptah Siptaha, svojih dveh neposrednih predhodnikov, niti Siptahovega predhodnika Setija II., katerega je Siptah uradno imel za zadnjega zakonitega vladarja. Setnaht je bil morda uzurpator, ki je prilastil prestol v obdobju krize in političnih nemirov, ali morda član manj pomembne veje ramzeške vladarske rodbine. 
Povezavo med Setnahtovimi nasledniki in predhodno Devetnajsto dinastijo morda  dokazujejo imena enega od sinov Ramzesa II., ki se je tudi imenoval Setnaht, in imena Setnahtovih naslednikov Ramzes, Amon-her-kepšef, Set-her-kepšef in  Montu-her-kepšef.

## Dolžina vladanja
Za Setnahta je sprva veljalo, da je vladal samo dve leti. Tretje leto njegovega vladanja je zdaj dokazano na Napisu No. 271 na gori Sinaj. Teoretični datum njegovega prihoda na prestol je 10. dan II. šemuja, zapisan na njegovi steli na Elefantini. Ta datum se samo za tri mesece razlikuje od najvišjega znanega datuma vladanja predhodnika Tausreta (5. dan III pereta v 8. letu vladanja).  Vladal je najmanj dve leti in 11 mesecev ali skoraj tri leta. Dolžina vladanja je izračunana iz datuma 26. dan I šemuja, ko je na oblast prišel Ramzes III. 

## Spomeniki
Setnahtova kratka vladavina je bila relativno kratka, vendar dovolj dolga, da je stabiliziral politično stanje v Egiptu in za naslednika imenoval svojega sina Ramzesa III.  Graditi je začel Amon-Rajev tempelj v Karnaku, ki ga je dokončal Ramzes III.,  in svojo grobnico KV11 v Dolini kraljev.  Ko so se njeni graditelji nenamerno prebili v grobnico faraona Amenmesa iz Devetnajste dinastije, so gradnjo ustavili. Setnaht si je zato za lastno uporabo prisvojil grobnico svojega predhodnika Tausreta (KV14).

## Družina
Setnahtovo poreklo ni znano. Lahko bi bil običajen človek, čeprav mnogi egiptologi verjamejo, da je bil v sorodu s prejšnjo Devetnajsto dinastijo. Preko svoje matere bi lahko bil vnuk faraona Ramzesa II.
Poročen je bil s Tij-Merenez, ki je bila morda Merneptahova hčerka. Z njo je imel sina in naslednika Ramzesa III., ki se šteje za zadnjega velikega vladarja Novega egipčanskega kraljestva.